# خوان خوسيه دي لوس انجليس
خوان خوسيه دي لوس انجليس (بالإسبانية: Juan José de los Ángeles)‏ مواليد 21 فبراير 1973 في إسبانيا، هو دراج إسباني سابق في صنف سباق الدراجات على الطريق.

## روابط خارجية
- خوان خوسيه دي لوس انجليس على موقع أرشيف الدراجات (الإنجليزية)
- خوان خوسيه دي لوس انجليس على موقع إحصائيات الدراجات الإحترافية (الإنجليزية)
- خوان خوسيه دي لوس انجليس على موقع نسبة الدراجات (الإنجليزية)